# طاش ما طاش 4 (مسلسل)
طاش ما طاش 4، مسلسل كوميدي سعودي، وتم بثه في شهر رمضان لعام 1416 هـ الواقع في التاريخ الميلادي 10 يناير 1996بمثابة الجزء الرابع من مسلسل طاش ما طاش الذي يعتبر من أشهر المسلسلات السعودية، وهذا الموسم بداية ظهور العناصر النسائية خلاله من ممثلات من الخليج والوطن العربي.

## الممثلين
عبد الله السدحان 

ناصر القصبي 

محمد العيسى 

يوسف الجراح 

عبد الله المزيني 

عبد العزيز المبدل 

عبد الله السناني 

فهد الحيان 

ناجية الربيع 

لطيفة المجرن 

زينب العسكري 

منى محمد 

أحلام 

دلال محمد 

حبيب المخيدير 

سعود الفريج 

أحمد العبيد 

عبد الكريم البلوي 

وليد الحليله 

عبدرب الرسول بالعيسى 

تركي السدحان 

فهد الركف 

ذيب القحطاني 

خالد الصالح 

يوسف اليوسف 

حامد الحامود 

ناصر الدوسري 

عبد الخالق الزهراني 

وائل الطويان 

حسين عبد الرحيم 

محمد السدحان 

وليد السدحان 

نواف السدحان 

فيصل عبد الدايم 

لوجين عبد الدايم 

غزل عبد الدايم 

أحمد الطويان 

محمد الجعيدان 

محمد الطويان

## وصلات خارجية
- صفحة المسلسل على موقع السينما